# Raciechowice
Raciechowice – wieś w Polsce położona w środkowej części województwa małopolskiego, w powiecie myślenickim, w gminie Raciechowice.
| SIMC    | Nazwa   | Rodzaj    |
| ------- | ------- | --------- |
| 0333109 | Nalesie | część wsi |
| 0333115 | Podlas  | część wsi |
| 0333121 | Podybie | część wsi |
| 0333138 | Rzeka   | część wsi |
| 0333144 | Sosnowa | część wsi |
| 0333150 | Wolica  | część wsi |
| 0333078 | Zapac   | część wsi |
| 0333167 | Zarębki | część wsi |

Miejscowość jest siedzibą gminy Raciechowice. W miejscowości znajduje się kościół parafialny, zespół szkół, przedszkole samorządowe, gminna biblioteka publiczna, gminny ośrodek pomocy społecznej oraz remiza Ochotniczej Straży Pożarnej.
Dużą rolę w tutejszej gospodarce odgrywa sadownictwo. Problemem ekologicznym są azbestowe pokrycia dachów (ok. 10% domów).
W latach 1954-1972 wieś była siedzibą gromady Raciechowice. W latach 1975–1998 miejscowość administracyjnie należała do województwa krakowskiego.

## Zabytki
Obiekty wpisane do rejestru zabytków nieruchomych województwa małopolskiego.

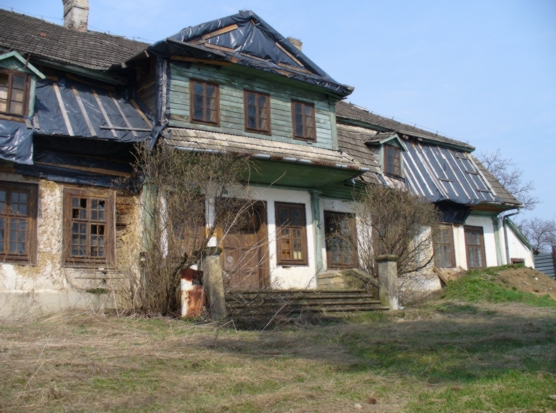
XVIII-wieczny dwór w Raciechowicach

Dwór w Raciechowicach: dwór z 2. połowy XVIII wieku, konstrukcji zrębowej, otynkowany, kryty dachem polskim z lukarnami. Zbudowany został w 1760 r., na planie wydłużonego prostokąta, z wnętrzem o dwóch traktach rozdzielonych korytarzykiem. W środkowej części elewacji frontowej znajduje się niewielki ryzalit związany z facjatą w dachu. W trójkątnym szczycie facjaty umieszczone są herby dawnych właścicieli Raciechowic: Leliwa i Nowina. Pierwotnie nad wejściem znajdował się rokokowy kartusz z fragmentem wiersza Jana Kochanowskiego i datą budowy dworu (obecnie w Muzeum Regionalnym w Myślenicach). W sieni zachowany jest murowany kominek z XVIII wieku.

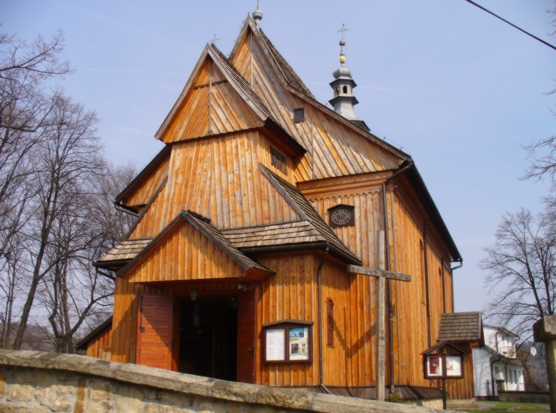
Raciechowicki kościół pw. Św. Jakuba Apostoła

Kościół św. Jakuba Starszego: kościół parafialny pw. św. Jakuba Starszego i św. Katarzyny Aleksandryjskiej z 1720 r.; jednonawowy, konstrukcji zrębowej; cenne wyposażenie rokokowe z XVIII w. Kościół oszalowany, pokryty gontami. Od zachodu do nawy dostawiona kruchta z piętrem dzwonowym. Do ściany prezbiterium dobudowana drewniana kapliczka z krucyfiksem z XVIII w. Od strony północnej zachowała się część sobót. Stropy i ściany kościoła pokryte polichromią z 1. ćwierci XX wieku. Ołtarze wykonane zapewne przez Piotra Korneckiego, snycerza i rzeźbiarza, pracującego także w kościołach w Bochni, Zakliczynie i Gdowie. W ołtarzu głównym m.in. obrazy Matki Boskiej z Dzieciątkiem z XVI w. i św. Katarzyny Aleksandryjskiej. W ołtarzu bocznym obrazy św. Sebastiana i św. Jakuba, a w prawym Św. Rodziny i św. Teresy z XVIII w. Rokokowa ambona, barokowa chrzcielnica i kropielnica z XVIII wieku. We wrześniu 1921 r. kamień węgielny pod budowę szkoły wmurowywał premier Rządu Obrony Narodowej Wincenty Witos, gościł na zaproszenie ludowców. Pod koniec XIX wieku przez dwa lata u Spytka na Zastępie mieszkał prekursor polskiego ruchu ludowego ks. prałat Stanisław Stojałowski (godność prałata domowego nadał mu papież Pius IX).